# Fractint
FractInt je brezplačni odprtokodni računalniški programski paket, ki zna upodabljati in prikazovati več vrst fraktalov. Ime izhaja iz angleških besed fractal in integer, saj so prve različice izračunavale fraktale z uporabo celoštevilske aritmetike (znane tudi kot aritmetika z negibnim ločilom (fixed-point arithmetic)), kar je na računalniških platformah 386/486 omogočalo hitrejše upodabljanje brez matematičnih koprocesorjev. Kasneje so dodali tudi aritmetiko s plavajočo vejico in aritmetiko s poljubno točnostjo. Aritmetika s poljubno točnostjo omogoča poljubno velike mantise v RAM. Način izračunavanja s poljubno točnostjo je počasen tudi za sodobne računalnike.
FractInt lahko izrisuje večino fraktalov, ki so se pojavili v virih. Ima tudi nekaj »vrst fraktalov«, ki, strogo govorjeno, niso fraktali, ampak se jih lahko točneje opiše kot zaslonske heke (display hacks). Med njimi so najbolj znani celični avtomati.
Program so najprej razvili za platformo MS-DOS, prenesli pa so ga tudi na Unix/X, Linux in MS Windows. Različica za DOS ima trenutno številko 20.04p12, izšla pa je 13. februarja 2012. FractInt je eden najstarejših brezplačnih programov, ki ga še vedno vzdržujejo.

## Zgodovina
FractInt je izvirno izšel leta 1988 kot FRACT386, računalniški program za zelo hitro upodabljanje fraktalov na procesorju Intel 80386 s pomočjo celoštevilske aritmetike. Večina procesorjev '386 v tistem času ni imela enot za plavajočo vejico FPU (387), tako da je bila celoštevilska aritmetika veliko hitrejša.
Čeprav je prve različice programa FRACT386 napisal Bert Tyler, so temeljile na še starejšem programu za upodabljanje Mandelbrotove množice z imenom DKMANDEL.ARC, ki ga je napisal J. Douglass Klein. Ko je izšla različica FRACT386 v2.1, ki je bila prva priljubljena različica FRACT386, se ni ohranila nobena izvorna koda iz DKMANDEL.
Februarja 1989 so program preimenovali v FractInt. Julija 1990 so ga prenesli na Atari ST. Pri tem je Howard Chu na novo napisal matematične funkcije v zbirniku M68K.
FractInt je napisala in ga vzdržuje skupina »Stone Soup Group«, ki si je nadela ime iz pripovedke o kameni juhi (stone soup). Poleg programa za urejanje besedil Emacs in igre NetHack je eden najstarejših še vedno vzdrževanih brezplačnih programov.